# Línea 6 (Urbanos de Alcobendas-San Sebastián de los Reyes)
La línea 6 de la red de autobuses urbanos de Alcobendas une de forma circular la Estación de Valdelasfuentes con el polígono industrial sur de Alcobendas.

## Características
Esta línea da servicio al polígono industrial sur de Alcobendas enlazando con la estación de Metro de La Granja y estableciendo su cabecera en la estación de Cercanías de Valdelasfuentes. El recorrido es circular, tardando aproximadamente 20 minutos en llegar hasta el polígono industrial y otros 20 en volver a su cabecera.
Los autobuses urbanos de Alcobendas y San Sebastián de los Reyes siguen una numeración conjunta para evitar confusión de duplicidad de numeraciones en dos municipios tan cercanos y relacionados, especialmente con algunas líneas que circulan por ambos municipios (línea 2 y línea 5). Las líneas siguen una numeración progresiva del 1 al 11, pero a San Sebastián de los Reyes sólo le pertenecen los números 4, 7 y 8, quedando el resto de números: 1, 2, 3, 5, 6, 9, 10 y 11 para Alcobendas.
La línea circula exclusivamente por el término municipal de Alcobendas. Como bien se expresa en la numeración interna del CRTM, recibe el número 6006. El primer dígito corresponde a la línea, en este caso la línea 6. Y los últimos tres dígitos corresponden al municipio por el que circula, en este caso 006 corresponde al municipio de Alcobendas.
Sólo circula de lunes a viernes laborables.
La línea no mantiene los mismos horarios todo el año, desde el 16 de julio al 31 de agosto se reducen el número de expediciones, además de los días excepcionales vísperas de festivo y festivos de Navidad en los que los horarios también cambian y se reducen.
Está operada por la empresa Interbus mediante la concesión administrativa VCM-101 - Madrid - Alcobendas - Algete - Tamajón (Viajeros Comunidad de Madrid) del Consorcio Regional de Transportes de Madrid.

## Horarios
| 1 septiembre - 15 julio    | 16 julio - 31 agosto |
| Lunes a viernes laborables |                      |
| 06:45                      | 07:05                |
| 07:05                      | 07:45                |
| 07:30                      | 08:25                |
| 07:50                      | 09:05                |
| 08:10                      | 09:45                |
| 08:30                      | 10:25                |
| 08:50                      | 11:05                |
| 09:15                      | 11:45                |
| 09:35                      | 12:25                |
| 09:55                      | 13:05                |
| 10:35                      | 13:45                |
| 11:15                      | 14:25                |
| 11:55                      | 15:05                |
| 12:35                      | 15:45                |
| 13:15                      | 16:25                |
| 13:55                      | 17:05                |
| 14:35                      | 17:45                |
| 15:00                      | 18:25                |
| 15:20                      | 19:05                |
| 15:45                      | 19:45                |
| 16:05                      | 20:25                |
| 16:25                      | 21:05                |
| 16:45                      |                      |
| 17:05                      |                      |
| 17:25                      |                      |
| 17:45                      |                      |
| 18:05                      |                      |
| 18:25                      |                      |
| 18:45                      |                      |
| 19:05                      |                      |
| 19:25                      |                      |
| 20:05                      |                      |
| 20:45                      |                      |
| 21:25                      |                      |
| 22:05                      |                      |

Paso por el Polígono Industrial (Calle de La Granja) aproximadamente 20 minutos después de su salida de la Estación de Valdelasfuentes. Duración del recorrido circular completo aproximadamente 40 minutos.

## Recorrido y paradas
| Código                                                                                                   | Zona | Localidad  | Denominación                                                   | Ubicación                              | Líneas de la parada      | Metro / Cercanías |
| --- | ---- | ---------- | -------------------------------------------------------------- | -------------------------------------- | ------------------------ | ----------------- |
| 12724 |      | Alcobendas | Calle del Marqués de la Valdavia - Estación Valdelasfuentes    | Calle del Marqués de la Valdavia Nº105 | 157C 827 827A 828 2 6 10 | Valdelasfuentes   |
| 12722 |      | Alcobendas | Avenida del Doctor Severo Ochoa - Paseo de la Chopera          | Avenida del Doctor Severo Ochoa Nº5    | 157C 6                   |                   |
| 12720 |      | Alcobendas | Avenida del Doctor Severo Ochoa - Avenida de Ramón y Cajal     | Avenida del Doctor Severo Ochoa Nº32   | 157C 6                   |                   |
| 17026 |      | Alcobendas | Avenida del Doctor Severo Ochoa - Parque de Galicia            | Avenida del Doctor Severo Ochoa Nº49   | 157C 6                   |                   |
| 16989 |      | Alcobendas | Calle de Valgrande - Avenida de Valdelaparra                   | Calle de Valgrande Nº27D               | 6                        |                   |
| 16907 |      | Alcobendas | Calle de Valgrande - Calle de los Reyes Católicos              | Calle de Valgrande Nº17                | 6                        |                   |
| 06836 |      | Alcobendas | Avenida de la Industria - Calle de Valgrande                   | Avenida de la Industria Nº30           | 6                        |                   |
| 16908 |      | Alcobendas | Calle de Francisco Gervás - Arroyo De La Vega                  | Calle de Francisco Gervás Nº11         | 6                        |                   |
| 16909 |      | Alcobendas | Calle de los Calabozos - Calle de Francisco Gervás             | Calle de los Calabozos Nº2             | 6                        |                   |
| 16910 |      | Alcobendas | Calle de los Calabozos - Calle de San José Artesano            | Calle de los Calabozos Nº14            | 6                        |                   |
| 06843 |      | Alcobendas | Carretera M-603 - Polígono Industrial Calabozos                | Carretera de Fuencarral Nº78           | 154 157 157C 6           |                   |
| 16914 |      | Alcobendas | Calle de San Rafael - Calle de la Granja                       | Calle de San Rafael Nº8                | 6                        |                   |
| La hora de paso por esta parada es aproximadamente 20 minutos después de salir de FF.CC. Valdelasfuentes |      |            |                                                                |                                        |                          |                   |
| 16990 |      | Alcobendas | Calle de la Granja - Estación de La Granja                     | Calle de la Granja Nº14                | 6                        | La Granja         |
| 16947 |      | Alcobendas | Calle de San José Artesano - Calle de Valportillo I            | Calle de San José Artesano Nº14        | 6                        |                   |
| 16911 |      | Alcobendas | Calle de los Calabozos - Calle de Francisco Gervás             | Calle de los Calabozos Nº2             | 6                        |                   |
| 16948 |      | Alcobendas | Calle de Francisco Gervás - Arroyo De La Vega                  | Calle de Francisco Gervás Nº14         | 6                        |                   |
| 06761 |      | Alcobendas | Avenida de la Industria - Calle de Einstein                    | Avenida de la Industria Nº38           | 6                        |                   |
| 06757 |      | Alcobendas | Calle de la Granja - Avenida de la Industria                   | Calle de la Granja Nº78                | 6                        |                   |
| 16915 |      | Alcobendas | Calle de la Granja - Calle de los Reyes Católicos              | Calle de la Granja Nº106               | 6                        |                   |
| 17027 |      | Alcobendas | Avenida de Valdelaparra - Instituto                            | Avenida de Valdelaparra Nº25           | 157 6                    |                   |
| 11588 |      | Alcobendas | Avenida de Valdelaparra - Paseo de la Chopera                  | Avenida de Valdelaparra Nº28           | 157 6                    |                   |
| 17028 |      | Alcobendas | Avenida de Valdelaparra - Policía Local                        | Avenida de Valdelaparra Nº118          | 157 6 11                 |                   |
| 07373 |      | Alcobendas | Calle del Marqués de la Valdavia - Avenida de Camilo José Cela | Calle del Marqués de la Valdavia Nº123 | 157C 827 827A 828 2 6 10 |                   |
| 12724 |      | Alcobendas | Calle del Marqués de la Valdavia - Estación Valdelasfuentes    | Calle del Marqués de la Valdavia Nº105 | 157C 827 827A 828 2 6 10 | Valdelasfuentes   |